# Brudnice
Brudnice – wieś w Polsce położona w województwie mazowieckim, w powiecie żuromińskim, w gminie Żuromin. Ma status sołectwa.
| SIMC    | Nazwa       | Rodzaj    |
| ------- | ----------- | --------- |
| 1060412 | Bądzyn-Ruda | część wsi |

W latach 1975–1998 miejscowość administracyjnie należała do województwa ciechanowskiego. Istnieje tu stara elektrownia wodna oraz tama.